# Gerrit van Wuysthoff
Gerrit van Wuysthoff (còn gọi là Gerard Wuesthoff; sống trong thế kỷ 17) là một thương gia Hà Lan và phục vụ tại Công ty Đông Ấn Hà Lan. Theo các nguồn tư liệu thì van Wuysthoff được coi là người châu Âu đầu tiên đã thám hiểm sông Mekong (1641-1642) đến Viêng Chăn, vùng đất ngày nay là nước Lào.

## Hành trình thám hiểm sông Mekong
Năm 1641 van Wuysthoff theo ủy thác của chi nhánh Campuchia thuộc Công ty Đông Ấn Hà Lan đã thực hiện một chuyến đi trinh sát sông Mekong, khởi hành từ cố đô của Campuchia lúc đó là Longvek, tới Viêng Chăn và Bắc Lào. Người dẫn đường là một thợ cắt tóc kiêm bác sĩ (Feldscher), một thông dịch viên, hai người khuân vác, và một nhóm thương gia người Lào. Cuộc hành trình bắt đầu vào mùa mưa, ngày 20 Tháng Bảy năm 1641 với hàng hóa và quà tặng cho quốc vương Lan Xang Sourigna Vongsa (Sulinyavongsa) đang sống ở Viêng Chăn. Tổng cộng có 30 người đi trên 12 thuyền ngược dòng Mekong.
Có hai lý do cho chuyến đi van Wuysthoff: Trước hết Công ty Đông Ấn Hà Lan muốn biết lợi nhuận trong kinh doanh với Lan Xang, và sau đó họ muốn tìm hiểu mức độ sông Mekong đáp ứng là một tuyến đường thương mại nội địa khu vực Đông Nam Á. Người Hà Lan muốn mua nguyên liệu cho sản xuất nhựa sơn, cánh kiến (tiếng latin: Styrax benzoides), hương liệu và da động vật. Mặc dù có tiếp xúc với các thương gia Lào ở Ayutthaya và Campuchia, nhưng công ty này muốn chuyển sáng giao dịch trực tiếp với Lan Xang để loại trừ cạnh tranh từ Ấn Độ và các nước Ả Rập. Vì vậy van Wuysthoff cần thuyết phục nhà vua Lào thúc đẩy thương mại với công ty nhằm giành một sự độc quyền về những hàng hoá nhất định.
Van Wuysthoff đã được tiếp đón trịnh trọng, và là điều hữu ích cho quan hệ của Công ty Đông Ấn Hà Lan. Tuy nhiên tuyến đường đến Viêng Chăn quá dài và quá khó chịu, nên không có gì được mở ra thêm. Tại nhiều thác nước, những chiếc thuyền phải dỡ tải và khuân bộ.

## Xuất bản
Van Wuysthoff đã viết một cuốn nhật ký hành trình. Cuốn nhật ký đã được dịch sang tiếng Pháp, và trong các thế kỷ sau nó được sử dụng như là một hướng dẫn hành trình, đặc biệt là cho cuộc thám hiểm sông Mekong 1866-1868 của người Pháp do Ernest Doudart de Lagrée chỉ huy.